# Kazimierz Ryczan
Kazimierz Ryczan (ur. 10 lutego 1939 w Żurawicy, zm. 13 września 2017 w Kielcach) – polski duchowny rzymskokatolicki, doktor habilitowany nauk teologicznych, biskup diecezjalny kielecki w latach 1993–2014, od 2014 biskup senior diecezji kieleckiej.

## Życiorys
Urodził się 10 lutego 1939 w Żurawicy. Ukończył II Liceum Ogólnokształcące im. Kazimierza Morawskiego w Przemyślu. W latach 1956–1963 studiował w Wyższym Seminarium Duchownym w Przemyślu. Studia musiał przerwać w celu odbycia dwuletniej służby wojskowej w Morągu. Święceń prezbiteratu udzielił mu 16 czerwca 1963 biskup diecezjalny przemyski Franciszek Barda. W latach 1966–1969 odbył studia specjalistyczne w Instytucie Teologii Pastoralnej Katolickiego Uniwersytetu Lubelskiego. Ukończył je ze stopniem licencjata na podstawie pracy Społeczno-religijne uwarunkowania powołań kapłańskich i zakonnych w diecezji przemyskiej obrządku łacińskiego w latach 1900–1960. W tym samym instytucie kontynuował studia w latach 1975–1978, które zwieńczył doktoratem na podstawie dysertacji Ciągłość i zmiana tradycji religijnej. Studium socjologiczne na przykładzie wybranej społeczności miejskiej. Specjalizację pogłębiał na stypendiach naukowych w Instytucie Katolickim w Paryżu w 1979 i na Uniwersytecie Katolickim w Leuven w 1989. Habilitację uzyskał w 1992 na Wydziale Teologii Katolickiego Uniwersytetu Lubelskiego po przedłożeniu rozprawy Wartości katolików a typ środowiska miejskiego.
W latach 1963–1965 pracował jako wikariusz w parafii w Szebniach, następnie w latach 1965–1966 w parafii farnej w Rzeszowie. W latach 1970–1975 był duszpasterzem akademickim w Rzeszowie.
W latach 1970–1975 był wykładowcą katolickiej nauki społecznej w Wyższym Seminarium Duchownym w Przemyślu. Od 1976 pracował w Katedrze Socjologii Religii w Instytucie Teologii Pastoralnej Katolickiego Uniwersytetu Lubelskiego, najpierw na stanowisku asystenta, od 1980 starszego asystenta, a od 1983 adiunkta. Po uzyskaniu habilitacji objął funkcję kierownika tej katedry. W 1993 został wybrany prodziekanem Wydziału Teologii Katolickiego Uniwersytetu Lubelskiego. Nie objął jednak urzędu z powodu nominacji na biskupa diecezjalnego w Kielcach. W 1997 został mianowany na stanowisko profesora nadzwyczajnego. Pracując na Katolickim Uniwersytecie Lubelskim, był sekretarzem, a następnie w latach 1980–1981 I wiceprzewodniczącym Komisji Uczelnianej „Solidarności” (1980–1981), od 1983 do 1989 wicedyrektorem, a w latach 1989–1993 dyrektorem konwiktu księży studentów.
Prowadził wykłady we Wszechnicy Związkowej. W listopadzie 1981 udzielił wsparcia strajkującym lubelskim nauczycielom. Działalność opozycyjną kontynuował po wprowadzeniu stanu wojennego mimo przeprowadzenia z nim rozmowy ostrzegawczej w ramach akcji „Klon”. Był łącznikiem między grupami pracowników na Lubelszczyźnie prowadzącymi działania konspiracyjne. Wykładał w ramach Wszechnicy Nauczycielskiej, Studium Katolickiej Nauki Społecznej Kościoła przy lubelskiej kurii biskupiej i Studium Społecznego Duszpasterstwa Ludzi Pracy przy Duszpasterskim Ośrodku Kultury Chrześcijańskiej w Stalowej Woli.
17 lipca 1993 został prekonizowany biskupem diecezjalnym diecezji kieleckiej. 11 września 1993 odbył ingres do bazyliki katedralnej Wniebowzięcia Najświętszej Maryi Panny w Kielcach, gdzie otrzymał święcenia biskupie. Udzielił mu ich kardynał Franciszek Macharski, arcybiskup metropolita krakowski, z towarzyszeniem arcybiskupa Edwarda Nowaka, sekretarza Kongregacji Spraw Kanonizacyjnych, i Mieczysława Jaworskiego, biskupa pomocniczego kieleckiego. Jako dewizę biskupią przyjął słowa „In vinculo communionis” (W więzach wspólnoty). 11 października 2014 papież Franciszek przyjął jego rezygnację z urzędu biskupa diecezjalnego kieleckiego. Do czasu objęcia urzędu przez jego następcę Jana Piotrowskiego 28 listopada 2014 pełnił funkcję administratora apostolskiego diecezji.
W ramach Konferencji Episkopatu Polski należał do Rady Stałej, ponownie został wybrany do tego gremium w 2011 jako jeden z sześciu biskupów diecezjalnych. W 1994 objął funkcję przewodniczącego Komisji Społecznej. W 2008 został delegatem ds. Duszpasterstwa Ludzi Pracy. Ponadto wszedł w skład Rady Naukowej.
Uczestniczył w sakrach biskupów pomocniczych kieleckich: Kazimierza Gurdy (2005) – jako konsekrator i Mariana Florczyka (1998) – jako współkonsekrator.
Zmarł 13 września 2017 w Świętokrzyskim Centrum Onkologii w Kielcach. 19 września 2017 został pochowany w krypcie biskupów kieleckich w podziemiach kieleckiej katedry.

## Odznaczenia i wyróżnienia
W 2009 prezydent RP Lech Kaczyński odznaczył go Złotym Medalem za Długoletnią Służbę. Natomiast przez prezydenta RP Andrzeja Dudę został pośmiertnie odznaczony w 2019 Krzyżem Wolności i Solidarności, a w 2021 Krzyżem Komandorskim Orderu Odrodzenia Polski. W 1996 został przyjęty w poczet członków Zakonu Rycerskiego Grobu Bożego w Jerozolimie w randze Komandora z Gwiazdą.
W 2013 nadano mu tytuł honorowego obywatela Kielc. Otrzymał również honorowe obywatelstwo gminy Żurawica.